# Nematoloma rogenc

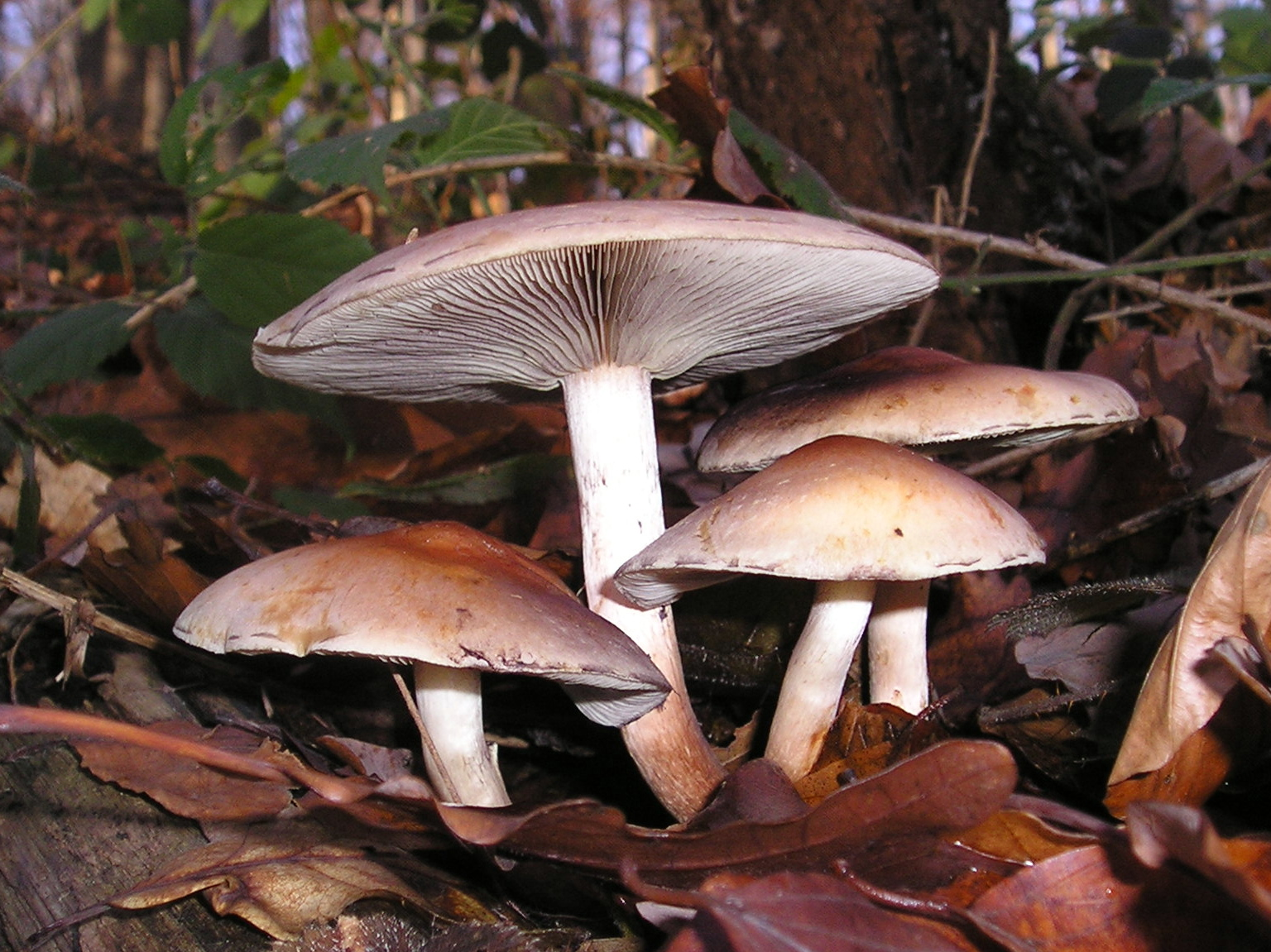
Exemplars de bolet de pi rogenc.

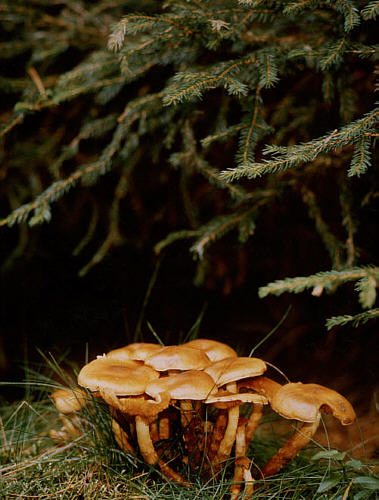
Colònia de nematolomes rogencs.

El nemalotoma rogenc o bolet de pi rogenc (Hypholoma sublateritium) és una espècie de fong agarical de la família de les  estrofariàcies (Strophariaceae). Els seus bolets creixen en grups nombrosos.

## Morfologia
Capell de 4 a 10 cm, globulós o hemisfèric, segons l'edat, molsut, llis i eixut, de color roig teula, més fosc a la part central i més clar cap al marge. A sota porta làmines fines i atapeïdes, de color grisenc que s'enfosqueixen fins a un to olivaci fosc, gairebé negre, quan maduren les espores.
Peu de fins a 6 cm d'alçària, grogós al capdamunt i bru rosat a la base. Una cortina blanquinosa, fugissera, que uneix la vora del capell amb el peu en els exemplars joves, deixa sovint les restes a la part alta del peu, on es posa de manifest en ennegrir-se per les espores caigudes que hi queden atrapades.
La carn és groguenca, sense olor apreciable, amargant.

## Hàbitat
És un bolet que forma feixos de molts individus, damunt de soques velles i fusta morta, a l'estiu i a la tardor, però és un bolet que es pot trobar tot l'any.

## Comestibilitat
A Europa se'l considera que és un bolet no és comestible pel seu gust amarg molt desagradable. A més, és sospitós de toxicitat. No obstant això, als Estats Units i al Japó és consumit.

## Possibles confusions amb altres bolets
És possible confondre'l amb altres bolets de pi com ara Hypholoma fascicilare, més petit, de color més clar, amb làmines de color groc sofre en els exemplars joves i amb Hypholoma capnoides, amb les làmines d'un gris blavís, de carn dolça. Tots aquests bolets creixen sobre fusta formant feixos i són rebutjables des d'un punt de vista culinari.
També és possible la confusió amb Galerina marginata.